# William di Wykeham
William di Wykenham (tra il 1320 e il 1324 – Hampshire, 27 settembre 1404) fu vescovo cattolico di Winchester e Lord Cancelliere. Costruì il New College di Oxford e la New College School rispettivamente nel 1379 e nel 1382, fu inoltre a capo dei lavori che portarono alla ristrutturazione del castello di Windsor.

## La carriera di costruttore
William di Wykenham nacque fra il 1320 e il 1324 da un uomo chiamato John Long, di bassa estrazione sociale, a Wickham, nell'Hampshire. William compì i suoi studi a Winchester e qui probabilmente ottenne la benevolenza di due uomini del posto, Ralph Sutton, conestabile del castello di Winchester, e di John Scures, signore del castello di Wickham e, più tardi, quella di Thomas Foxley (1305 circa-1360), Conestabile del castello di Windsor. Nel 1349 William viene chiamato Cappellano quando viene nominato rettore di Irstead, una posizione donata dalla corona.
In seguito William venne nominato conestabile del castello di Winchester, posizione nella quale ebbe modo di imparare molte cose sulla costruzione degli edifici, nozioni che gli torneranno utili quando Edoardo III d'Inghilterra gli commissionerà la ristrutturazione del castello di Windsor mentre lui prendeva residenza ad Old Windsor. Durante il regno di Edoardo egli si fece un nome quale amministratore e supervisore dei lavori per gli edifici reali e nel maggio del 1356 fu messo a capo di alcune opere che portarono alla costruzione di diverse dimore reali nel Surrey e nel Berkshire. Nell'ottobre dello stesso anno gli venne, come detto sopra, affidato l'incarico di presiedere ai lavori di ampliamento e ristrutturazione del castello di Windsor. La carriera di William procedette bene e nel luglio del 1359 venne nominato sovrintendente dei castelli di Windsor, Leeds, Dover, Hadleigh e altri che erano sotto il controllo diretto del re come quello di Sheen, Eltham e Langley.

## La carriera ecclesiastica
La carriera di William ebbe una svolta nel 1361 quando viene nominato segretario e reale e, nel 1363, quando assunse la carica di consigliere reale. Nel 1360 assistette alla stipula del Trattato di Brétigny e un anno dopo Edoardo e Giovanni II di Francia chiesero insieme a papa Innocenzo VI che William fosse fatto canonico della cattedrale di Lincoln. Sempre nel 1361 egli fu nominato giudice di Eyre, a sud del fiume Trent, insieme a Peter Atte Woode (1325circa - 1382circa), posizione che detenne fino al 1367. William riceveva diverse entrate economiche da diverse chiese e, alla fine, nel 1362 venne ordinato, entro il 1366 egli riuscì a mettere insieme due benefici e undici prebende per un introito annuale superiore alle 800 £, in più nel 1367 venne creato arcidiacono di Lincoln.
William aveva mostrato un notevole talento nell'amministrazione e nel 1363 venne nominato Lord del sigillo privato e nel 1366 venne eletto vescovo di Winchester, venne consacrato un anno dopo presso la cattedrale di St.Paul, dopo che l'approvazione di Papa Urbano V era giunta nel luglio del 1367, prendendo quindi possesso della cattedrale nel luglio del 1368. Intanto nel 1367 era stato nominato Lord cancelliere. Egli lottò duramente per trovare i fondi necessari per combattere i francesi nel 1369, poco dopo perse il favore del re che lo rimpiazzò con William Latimer ed egli si dimise dalla carica di cancelliere nel 1371.
Giacché ormai Edoardo si andava indebolendo e stava anche invecchiando, William riuscì a mantenere buoni rapporti con i suoi figli, Giovanni Plantageneto, I duca di Lancaster, Edoardo il Principe Nero e con il nobile Edmondo Mortimer, III conte di March. Il suo ruolo politico rimase pressoché invariato e fu uno dei quattro vescovi nominati nel nuovo concilio del maggio 1376 quando Latimer venne sottoposto a impeachment da quello che è noto come il Good Parliament. L'amicizia che legava William al conte di March gli procurò non pochi problemi con Giovanni, duca di Lancaster, che era un sostenitore di Latimer che nello stesso anno ricevette il perdono reale, mentre William si trovò accusato di irregolarità finanziarie e cattiva gestione proprio alla fine di quell'anno. Egli venne bandito da corte e le entrate provenienti dalle parrocchie gli furono confiscate fino a che nel 1377 il nuovo re Riccardo II d'Inghilterra non lo perdonò.

## La fondazione delle scuole e la morte
Quando Riccardo II ascese al trono, William riebbe il proprio incarico di consigliere reale e benché nel 1388 si mise al fianco dei Lords Appellant riuscì comunque a mantenere buoni rapporti con il sovrano e servì ancora come cancelliere dal 1389 al 1391.
Dopo aver passato anni a sostenere gli studenti poveri dell'Università di Oxford nel 1379 fondò il New College e l'anno seguente fondò una scuola di grammatica a Winchester che ebbe la licenza reale nel 1382. I lavori cominciarono rispettivamente nel 1380 e 1387 sotto l'egida dell'architetto William Wynford (Floruit 1360-1405), per entrambe le scuole William stabilì di dire preghiere giornaliere per Riccardo e la moglie, per sé e i propri genitori e per i suoi primi benefattori. I fondi per provvedere alle scuole e per pagarne i lavori vennero dalle entrate che William riceveva dalle chiese, esportazione della lana, e l'uso della propria influenza per ottenere l'approvazione papale per l'acquisizione di beni appartenenti a conventi francesi che erano stati confiscati nel corso della Guerra dei cent'anni. Nel 1394 William cominciò anche a ricostruire la cattedrale di Winchester.
Quando nel 1399 Enrico IV d'Inghilterra depose Riccardo salendo al trono, William era piuttosto occupato nel dar vita alle proprie creature, ma lo accolse comunque a Winchester nel 1400.
William morì il 27 settembre 1404 nell'Hampshire e venne sepolto in una cappella della cattedrale di Winchester: era uno degli uomini più ricchi del paese. Gran parte del suo patrimonio andò alle scuole che aveva creato, ma una parte fu ereditata dai suoi nipoti.